# Russfeier

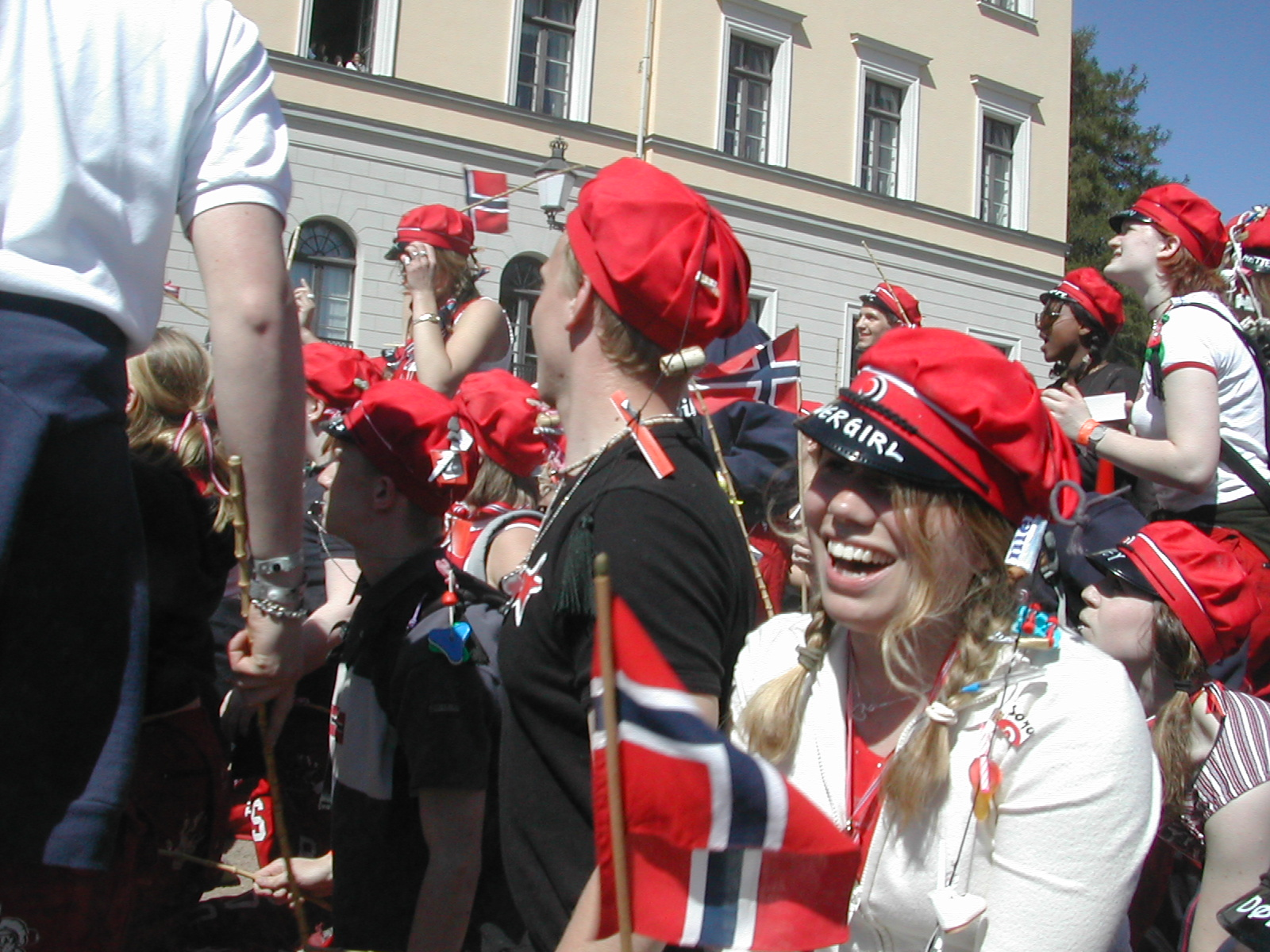
Russen vor dem Schloss in Oslo

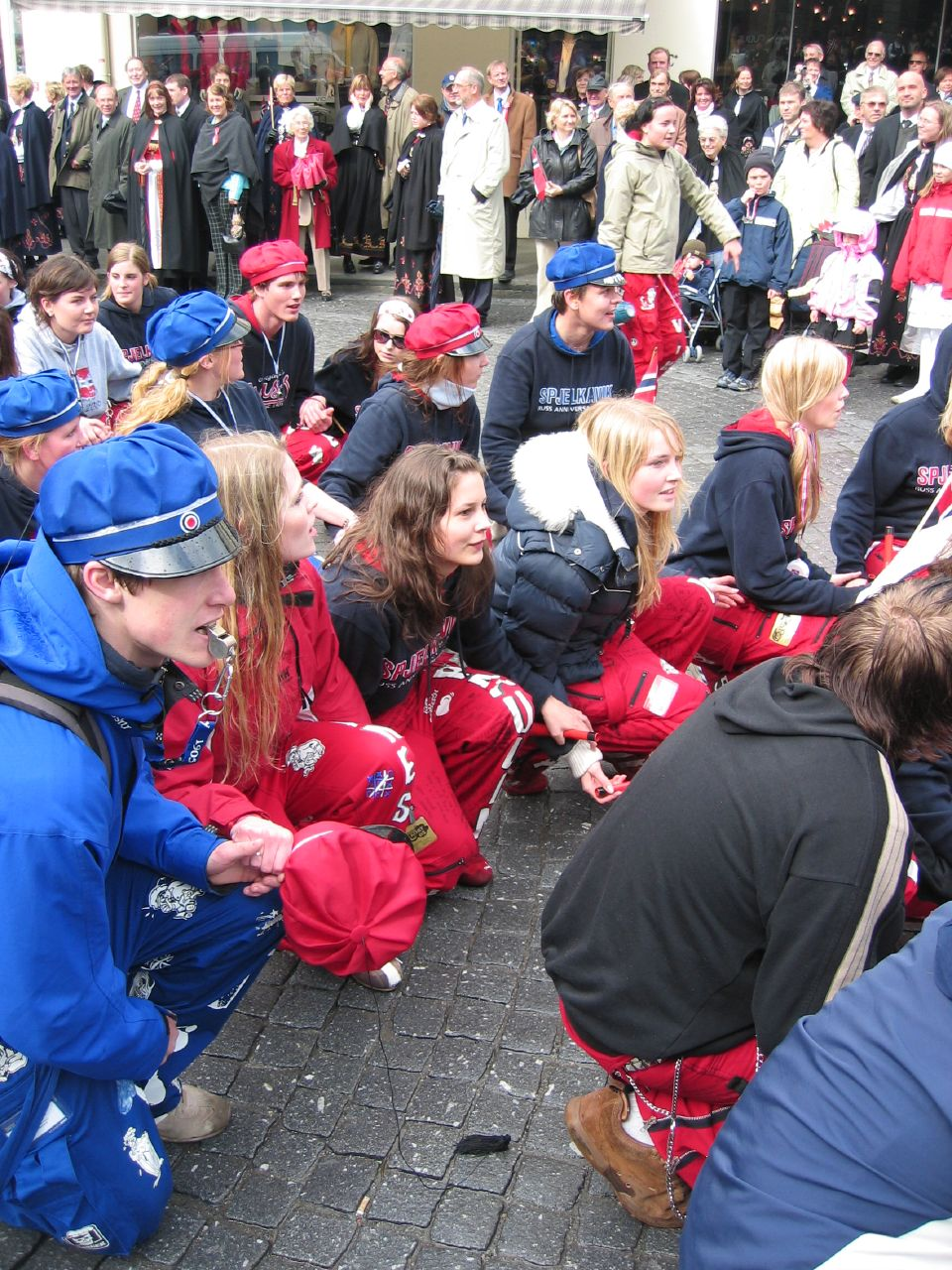
Rødruss und blåruss mit Russmützen und -kleidung in Ålesund

Russ und Russefeiring (Russ und Russfeier) sind ein norwegisches Kulturphänomen, das seinen Ursprung in dänischen Traditionen hat. Sobald Schüler die videregående skole („weiterführende Schule“, entspricht der deutschen Oberstufe) beendet haben, nennen sie sich Russ und zeigen dies durch Feiern und spezielle Brauchtümer wie Russmützen, -ausweise und -bilder. Die Feiern erreichen ihren Höhepunkt am 17. Mai, dem Nationalfeiertag Norwegens, wo an vielen Orten im Anschluss an den klassischen Kinderumzug ein Russzug stattfindet. Dieser Umzug markiert das Ende der russetiden. Weitere Traditionen sind unter anderem die Russrevue und die Russzeitung, die meist am 17. Mai verkauft wird. In Norwegen wird traditionell zwischen den sogenannten rødruss („Rotrussen“), den Absolventen der Gymnasien, und den blåruss („Blaurussen“), den Absolventen der Handelsgymnasien, unterschieden. Die Aktivitäten zur Russfeier werden nicht von den Schulen, sondern von den Schülern selbst organisiert.

## Geschichte

### Etymologie und Hintergrund
Das Wort Russ kommt wahrscheinlich vom lateinischen cornua depositurus, deutsch „wer sich die Hörner abzustoßen hat“.
Die Russfeier selbst reicht bis ins 17. Jahrhundert zurück. Da es damals in Norwegen keine eigene Universität gab, studierten die Norweger überwiegend in Kopenhagen. Der norwegisch-dänische Schriftsteller Ludvig Holberg schrieb in seiner Komödie Erasmus Montanus von 1722 Folgendes:

„Der er kommen profecto en hob Russer til Kiøbenhavn. – Hvad mon Russen nu vil bestille her igien? – Det er ikke Moscoviter, Jeppe Berg! Det er unge Studentere, som man kalder Russer. 
 Deutsch: „Wahrlich ein Haufen Russen ist nach Kopenhagen gekommen. – Was mögen nur die Russen jetzt wieder hier zu bestellen haben? – Das sind keine Moskowiter, Jeppe Berg, das sind junge Studenten, die man Russen nennt.““

Um den Zugang zum Studium zu erlangen, mussten die Studierenden ein Examen artium (entspr. Abitur) bestehen. Wenn dieses vorüber war, bekamen sie ein Horn auf den Kopf gesetzt und wurden von den älteren Studenten verspottet. Später, wenn die Resultate bekannt waren, vollzogen die Studenten eine Zeremonie, die examen depositiones genannt wurde. Hierbei stellten sie sich vor die Examinanden; hatten diese bestanden, wurde das Horn als Zeichen der Weisheit und Reife abgenommen. Erst danach konnten die Schüler sich Studenten nennen.
Auch wenn die Feiern sich heute sowohl in Schweden als auch in Dänemark vorsichtig der norwegischen Feier annähern, hat diese Institution eine starke Tradition, die bis ins 17. Jahrhundert zurückreicht. Die Russ- und Studentenfeiern im Norden beruhen auf dem hohen Status der Gymnasialausbildung.

### In Norwegen

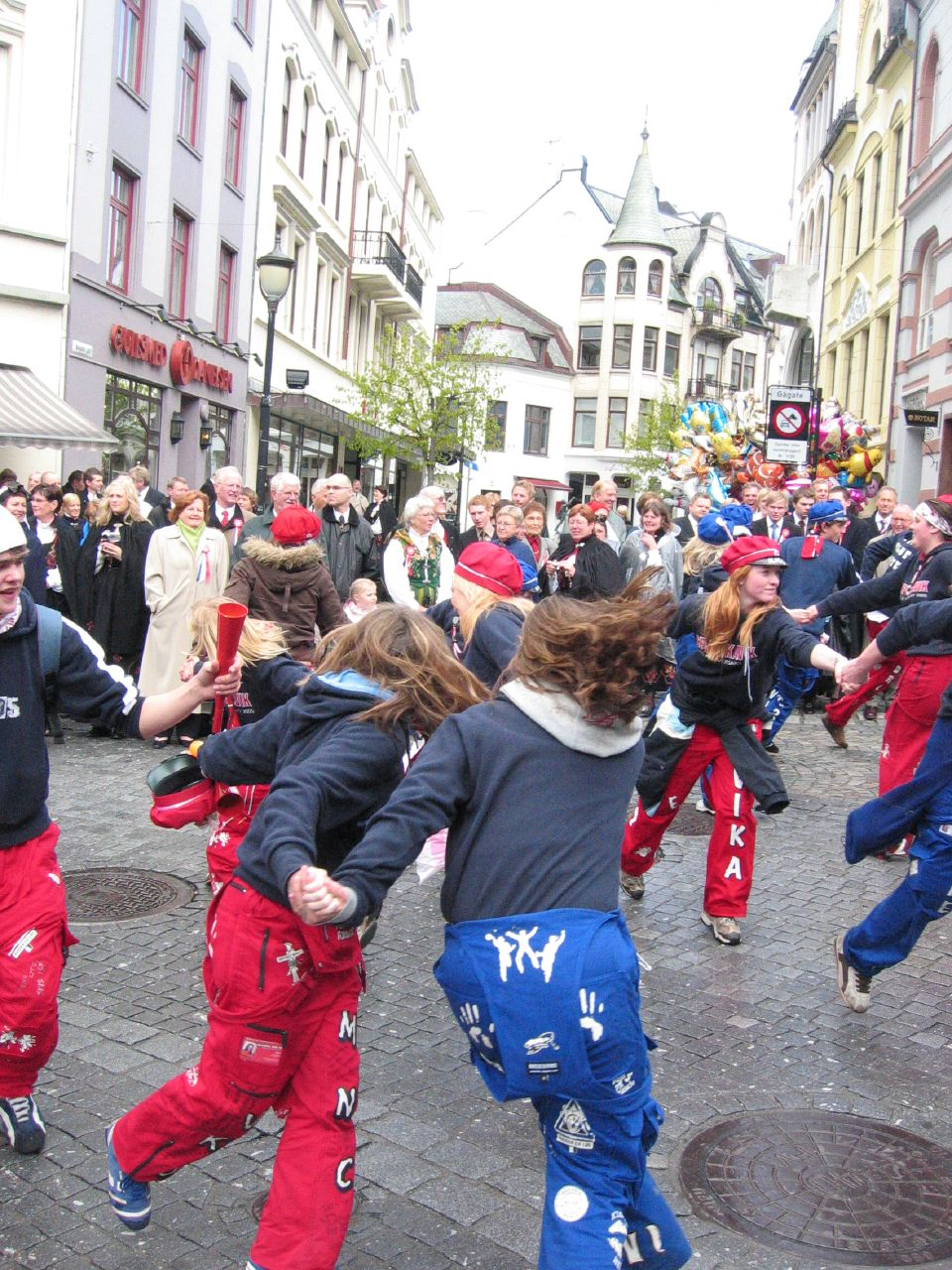
Rødruss und blåruss im Zug am 17. Mai in Ålesund

Die gegenwärtige norwegische Russtradition ist seit 1905 beschrieben, als Schüler der Abgangsklasse der höheren Schule in Kristiania (heute: Oslo) erstmals rote Russemützen benutzten. Diese wurden zunächst nur von den Jungen getragen und waren von deutschen Studenten inspiriert, die Norwegen 1904 besuchten. 1916 verwendeten Russen des Handelsgymnasiums in Oslo erstmals die blauen Kappen.
1979 beschloss die Arbeiterpartei, die Examenstage später als den 17. Mai zu legen, um die wilden Russfeiern einzuschränken und den Schülern mehr Zeit für die fachlichen Examensvorbereitungen zu geben.
Lange Zeit war die Russmütze sowie ein einfacher Bambusstock mit einer farbigen Schleife die einzige Ausstattung der Russen. Später kamen eigene Kleidung, große Busse und anderes dazu; die Russfeiern haben heute einen starken Einfluss auf Zubehörlieferanten und Kleidungsimporteure. Wichtig ist auch das Tragen einer Latzhose vom 1. Mai an.

### In Dänemark und Schweden
Die Tradition, die Aufnahme in der Universität zu feiern, findet sich auch in Dänemark und Schweden. Die neuen Studenten werden dort rus (Dänemark) bzw. russ (Schweden) genannt und tragen in den ersten Wochen ihres Studiums eine „Russmarkierung“. Die Feiern fallen je nach Studententyp sehr unterschiedlich aus. In Schweden kann es zum Beispiel eine Studentenrevue, in Dänemark eine Tour mit dem Pritschenwagen sein, der mit Birkenreisig geschmückt ist.
Studenten in Dänemark, Schweden und Finnland tragen weiße Mützen, eine Tradition aus der Mitte des 18. Jahrhunderts. Diese Studenten werden studenterhue (dänisch) und studentmössa (schwedisch) genannt. Einzelne schwedische Russ tragen darüber hinaus spezielle farbige Kostüme. Da das alte Studentenexamen in Schweden 1969 abgeschafft wurde, sind die Studentenfeierlichkeiten dort mittlerweile sehr zurückhaltend. Früher konnten zum Beispiel examinierte Gymnasiasten ihre weiße Studentenmütze den ganzen Sommer über tragen, bis sie im Herbst zu studieren begannen. In den letzten Jahren haben die Studentenfeiern in Schweden wieder einen Aufschwung erfahren. Heute werden diese normalerweise mit dem sogenannten mösspåtagning, einer Art „Russtaufe“, eingeleitet.

## Russfeier im heutigen Norwegen
Die Russfeiern beginnen im Herbst des letzten Jahres auf der weiterführenden Schule oder gegen Ende April / Anfang Mai und dauern bis zum 17. Mai oder noch länger. Die Russen erhalten ihre abschließenden Examen nach der Feier; so kann es sein, dass nicht bestandene Schüler im nächsten Jahr wieder Russ sein können. Ein zu wildes und ausuferndes Feiern kann zu schlechteren Noten im Examen führen, das erst nach den Russfeiern stattfindet.
Ab Beginn der 2020er-Jahre wurde in den norwegischen Medien zunehmend Drogenkonsum bei den Feiern thematisiert.

### Russ-Typen

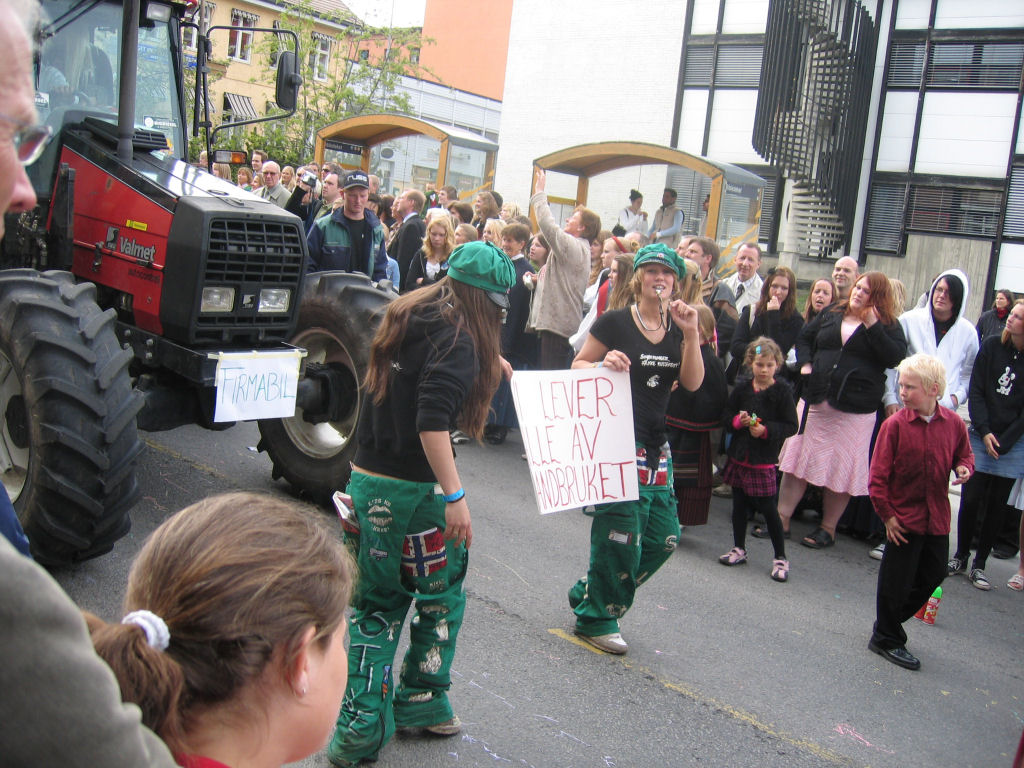
Grønnruss aus Hamar

Es gibt mehrere Arten von Russen mit verschiedenen lokalen Varianten. Dies sind die gebräuchlichsten:
- Rødruss („Rotruss“) sind Schüler im allgemeinen Gymnasium.
- Blåruss („Blauruss“) sind Schüler in Wirtschaftsgymnasien.
- Svartruss („Schwarzruss“) sind Berufsschüler.
- Grønnruss („Grünruss“) sind seit ca. 2005 Berufsschüler im Bereich Land- und Forstwirtschaft (bis dahin Svartruss). Die Grønnruss waren ursprünglich Realschüler, bis die Realschule 1968 abgeschafft und durch die ungdomsskole ersetzt wurde.
- Oransjeruss („Orangeruss“) sind die (drei Jahre jüngeren) Abgangsschüler der ungdomsskole (vergleichbar mit dem Abschluss der Mittelstufe).
- Rosaruss („Rosaruss“) ist ein Kind, das den Kindergarten abschließt.

Die Tradition der letzten drei Typen ist allerdings nicht sehr weit verbreitet.

### Russtracht, -mütze und „Knuteregler“
In Verbindung mit den Russereignissen, meistens im Frühjahr, kleiden sich die Russen in rote oder blaue „Uniformen“, zum Beispiel Blaumänner oder Tischlerhosen in Russfarbe, oft mit Abzeichen dekoriert. Lange Tradition haben mittlerweile Mützen mit langem Büschel. In diesen Büschel sind verschiedene Knotentypen geknüpft, oft mit kleinen Gegenständen. Diese Knoten sind ein Symbol für die Durchführung der sogenannten „Knutregler“ (Mutproben). Dies wird oft kritisiert, weil sie Straftaten (wie Entblößung) und potentiell gefährliche Handlungen (wie Einnahme großer Mengen Alkohol in kurzer Zeit) beinhalten können. Die ersten Knutregler entstanden in den 1940er Jahren.
Die Russfeier wird an einzelnen Orten mit einer Russtaufe im Mai begonnen. Dort kann der Schirm der Russmütze mit dem Rufnamen des Besitzers bemalt werden. Die Mützen sind eine nichtfestliche Variante der traditionellen schwarzen Mütze, welche die Schüler bei der abschließenden offiziellen Examensfeier tragen. Diese schwarze Mütze ist dann das eigentliche Zeichen für das bestandene Examen.

### Russautos
Die Tradition der eigenen „Russautos“ entstand in den 1960er Jahren. Die Russen kauften oder übernahmen alte Autos, die rot oder blau angemalt und mit Nonsenstexten sowie Werbung versehen wurden. Mit aufkommendem Druck und besseren wirtschaftlichen Verhältnissen hat sich diese Sitte heute zum teuren Russbus entwickelt, der jahrelang geplant wird. Russbusse können eine spezielle Einrichtung sowie große Sound- und Lichtanlagen auf dem Dach haben; in Einzelfällen werden dort mehrere hunderttausend Kronen investiert. Dies gilt besonders in Oslo und Akershus.
Die Russautos wurden ursprünglich im Paradezug am 17. Mai benutzt, waren aber für viele auch ein praktisches und notwendiges Verkehrsmittel, oft aber auch nur ein gemeinschaftsbindendes Hobby in der Russzeit. Die Autos werden meist mit Reklame finanziert.

### Russemusikk
Aus den Russfeiern entwickelte sich das Musikgenre der sogenannten „Russemusikk“. Dabei handelt es sich um Musik, die oft in Auftragsarbeiten für die Schülergruppen produziert wird. Viele Lieder des Genres zeichnen sich durch provozierende Texte aus.

### Russkarte

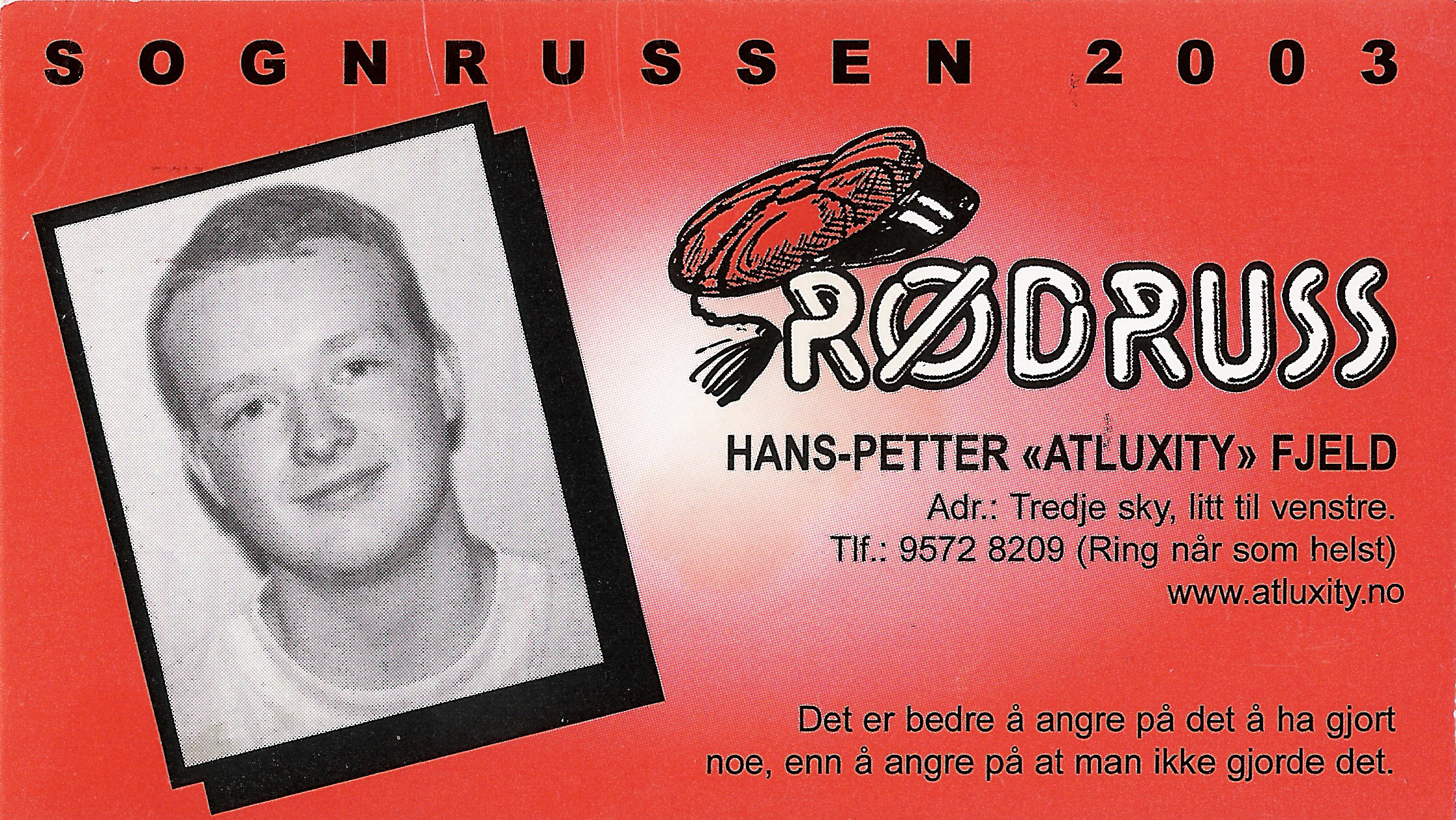
Eine Russkarte

Jeder einzelne Russ hat eine Russkarte. Dies ist eine persönliche Visitenkarte mit aufgedrucktem Russmotto, Namen und Bild. Die Karten sind meist standardisiert, haben aber oft ein verrücktes Aussehen. Sie werden zwischen den Russen getauscht oder auch an Familienmitglieder und Kinder verteilt.

### Russzeitung
1919 erschien die erste Russzeitung.

### Russeruf
Der Stammruf Chickelacke entstand 1934 in Oslo nach dem Vorbild eines dänischen Pfadfinderrufs. Er wird weiterhin unter anderem bei den Russezügen am 17. Mai benutzt:
Chickelacke, chickelacke, show, show, show
Bummelacke, bummelacke, bow, bow, bow
Chickelacke, bummelacke, jazz bom bøh
Julekake, julekake, hjembakt brød
(Nonsenstext ohne Inhalt; die letzte Zeile heißt übersetzt: „Weihnachtskuchen, Weihnachtskuchen, hausgebackenes Brot“)

## Kritik
In den Massenmedien, aber auch von einzelnen Schulrektoren werden die Russfeiern wegen ihrer gefährlichen Russautos, Geldverschwendung, übertriebenen Feiern mit gesundheitsschädlichem Alkoholkonsum, sexuellen Übergriffen, Vandalismus und Mobbing jüngerer Mitbürger regelmäßig kritisiert. Die meisten Russ empfinden die Kritik als ungerechtfertigt und weisen darauf hin, dass es sich nur um Einzelfälle handle.
Das Benehmen der Russ erklärt sich normalerweise als Auswirkung des jugendlichen Tatendrangs und des Bedürfnisses nach Freiheit und Spaß nach 12 (nach der Schulreform 13) Jahren Schulzeit. Außerdem spielen Gruppenzwang, Drogenkonsum, Unreife und fehlende Erfahrung eine große Rolle.

## Russkultur als Übergangsritus

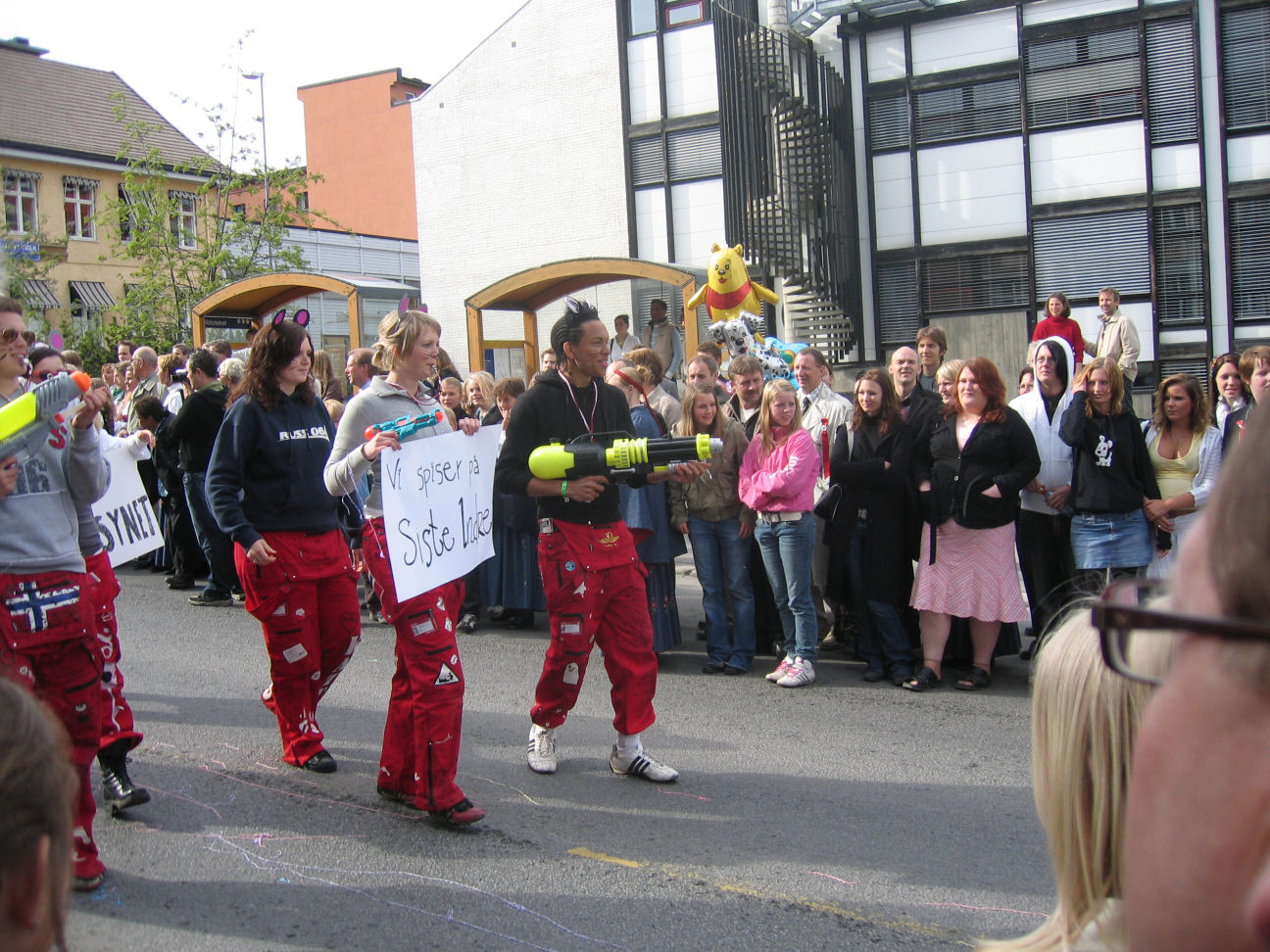
Rødruss aus Hamar am 17. Mai 2006 mit Wasserpistolen und Plakaten mit ironischen Texten

Allan Sande von der Hochschule Bodø behandelte in seiner Doktorarbeit die Russzeit als liminale Phase des Lebens. Das bedeutet, dass die Russetid ein Übergangsritus ist, in dem man sich abklärt und gegen die gesellschaftlichen Normen opponiert, um als erwachsenes, verantwortliches Individuum herauszukommen. Parallele Phänomene finden sich in vielen Kulturen, z. B. beim Karneval in Rio, bei uralten Stammritualen in Afrika oder früheren Gemeinschaftsfesten in Verbindung mit Beerdigung oder Hochzeit. Nach Allan Sande können die Russfeiern außerdem als Parodie oder Karikatur der Gemeinschaft betrachtet werden. Gleichzeitig würden sie der Jugend neue Erfahrungen ermöglichen und sie in Selbstständigkeit, Planung, Struktur und Zusammenarbeit trainieren.
Heutzutage wird den Russfeiern teilweise eine deutliche Popularitätssteigerung in der Zukunft vorausgesagt, wodurch klassische Rituale wie Konfirmation, Wehrdienst und der Beginn des Arbeitslebens an Bedeutung verlieren könnten.

## Sonstiges
Der Ausdruck blåruss wird auch in politischen Debatten und Reden als herabsetzende und ironische Bezeichnung für Politiker gebraucht, die ein einseitiges Gewicht auf ökonomisch-rationelle Beurteilungen legen. Das Wort wird oft von den extremen Parteien verwendet.
Die international erfolgreiche norwegische Fernsehserie Skam thematisierte die Russfeier und trug so zur internationalen Bekanntheit des Kulturphänomens bei.